# Jacques Lunis
Jacques Lunis (ur. 27 maja 1923 w Pierrecourt, zm. 2 listopada 2008 w Le Plessis-Trévise) – francuski lekkoatleta (sprinter), wicemistrz olimpijski z 1948 oraz mistrz Europy z 1946.
Specjalizował się w biegu na 400 metrów. Zdobył srebrny medal na tym dystansie na mistrzostwach Europy w 1946 w Oslo za Duńczykiem Nielsem Holst-Sørensenem oraz zwyciężył w sztafecie 4 × 400 metrów, która biegła w składzie: Bernard Santona, Yves Cros, Robert Chef d’Hôtel i Lunis na ostatniej zmianie. 
Na igrzyskach olimpijskich w 1948 w Londynie zdobył srebrny medal w sztafecie 4 × 400 metrów (biegła w składzie: Jean Kerebel, Francis Schewetta, Chef d’Hôtel i Lunis), za zespołem Stanów Zjednoczonych. Na tych samych igrzyskach startował również w biegu na 400 metrów, ale odpadł w ćwierćfinale.
Ponownie zdobył srebrny medal na 400 metrów na mistrzostwach Europy w 1950 w Brukseli (za Derekiem Pughem z Wielkiej Brytanii), a sztafeta 4 × 400 metrów w składzie René Leroux, Schewetta, Jean-Paul Martin du Gard i Lunis zajęła w finale 4. miejsce, ustanawiając rekord Francji czasem 3:11,6.
Lunis był czterokrotnym mistrzem Francji w biegu na 400 metrów w 1946, 1948, 1949 i 1950, a także wicemistrzem w 1947 i brązowym medalistą w 1951.
Dwukrotnie wyrównywał rekord Francji na 400 metrów czasem 47,6 (25 sierpnia 1950 w Brukseli i 1 października 1950 w Colombes), a trzykrotnie poprawiał rekord w sztafecie 4 × 400 metrów do wspomnianego wyżej wyniku 3:11,6 27 sierpnia 1950 w Brukseli.